# 職業危害

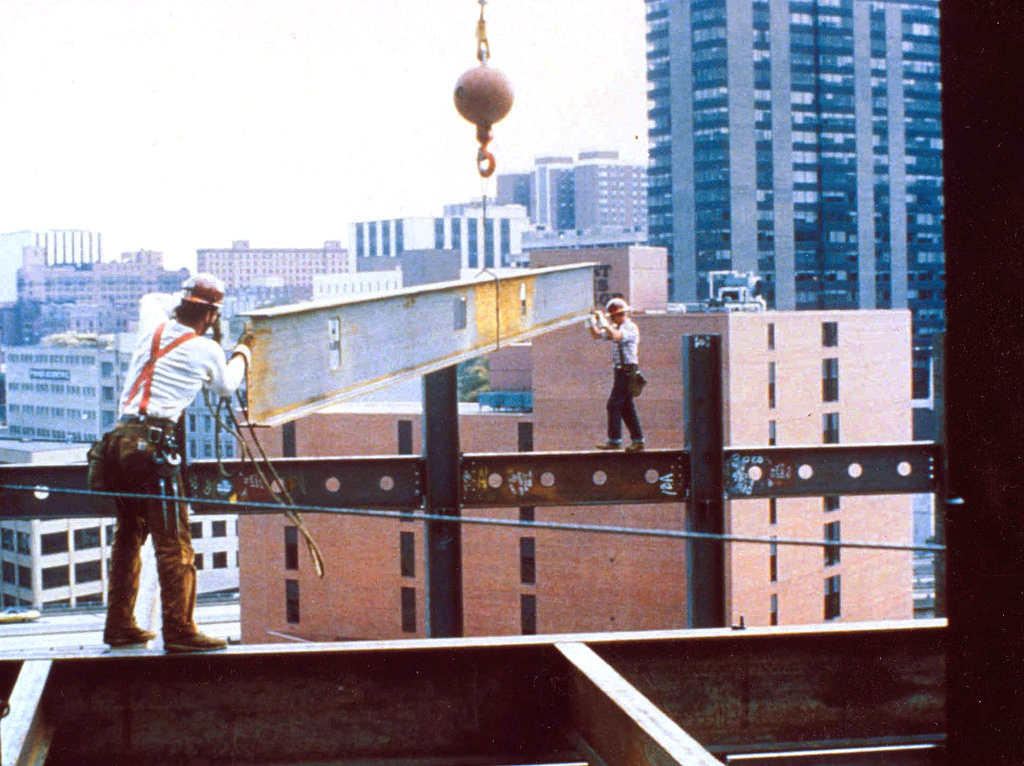
沒有適當防護裝置的在高空的建築工人。

職業危害（英語：Occupational hazard），是指在工作場所發生的危害造成工作者疾病、傷害、失能或死亡，依其災害性可以分為許多不同的種類，包括化學危害、生物性危害、社會心理危害及物理危害人因性危害等。在美國，美国国家职业安全卫生研究所（NIOSH）對工作場所的健康和安全危害進行工作場所調查和研究，從而製定了指南。美國職業安全與健康管理局（OSHA）制定了可強制執行的標準，以防止工作場所受傷和生病。 在歐盟，歐洲工作安全與健康局(EU-OSHA)扮演著類似的角色。
職業危害是一個術語，被用于表示與工作場所環境相關的長期和短期風險，是職業安全，衛生和公共衛生領域的一個研究領域。 短期風險可能包括人身傷害，而長期風險可能是增加罹患癌症或心臟病的風險。

## 危害因子

### 化學危害
化學危害是指工作中會接觸到危險的化學物質。暴露在化學物質下可能會造成急性或慢性的，不利健康的影響。有許多種不同危險化學物質的分類，包括神經毒素、免疫製劑、致癌物質、生殖毒素、系統性毒素、致哮喘劑、致肺塵病物質及過敏物等
。

### 生物性危害
生物性危害是指生物造成的危害，來源包括微生物以及生物產生的毒素等。像流行性感冒就是一種容易在同事之間散播的生物性危害。
戶外的工作者有許多可能的生物危害，包括昆蟲、蜘蛛、蛇及蠍子的叮咬，接觸到有毒漆樹植物的漆酚產生的接觸性皮膚炎、萊姆病、西尼羅河病毒及球孢子菌病。根據美国国家职业安全卫生研究所的統計，暴露在上述生物危害中的職業有農夫、林業工作者、園丁、畫家、屋頂工、鋪路工、建築工人、技師等會有許多時間在戶外的職業"。
醫療保健人員容易暴露在血源性疾病（例如人類免疫缺陷病毒、B型肝炎及C型肝炎）的感染下，也容易罹患新興傳染病，尤其是在沒有足夠資源可以避免傳染病散播的情形下 兽医学工作者（例如兽医）也容易得到人畜共通傳染病。進行田野工作或是實驗室研究的人若有為因西尼羅河病毒而死亡的鳥類驗屍或是處理到受感染的組織，也有感染西尼羅河病毒的風險。
其他會暴露在生物危害下的職業包括家禽工人容易受到細菌的感染，而刺青藝術家及穿洞師有受到血原性病原體感染的風險。

### 社會心理危害
社會心理危害是指影響到人的社交生活或心理健康的職業危害。職場上的社會心理危害包括职业倦怠及工作壓力等，工作壓力也可能會導致倦怠。

### 物理危害
物理危害是指和環境有關，可能會造成傷害的職業危害。物理危害包括人體工學危害、輻射、冷熱溫度變化、振動危害及噪音危害等。

## 法規

### 台灣
- 根據中華民國勞動部制定的危險性工作場所以下符合規定的場所為危險性工作場所需要配合相關法規。[20]
  - 甲類工作場所：1.從事石油產品之裂解反應以製造石化基本原料之石化工業B 從事製造、處置或使用危險物、有害物的數量達中央主管機關規定量以上。
  - 乙類工作場所：A農藥製造工作場所 B火藥類、爆炸性物品製造場所
  - 丙類工作場所：A蒸氣鍋爐傳熱面積五百平方公尺以上(甲級鍋爐)B冷凍高壓容器 C氧氣、有毒性、及可燃性高壓氣體一千立方公尺之氣體 D五千以上之其他高壓氣體
  - 丁類工作場所：A建築物高度八十公尺以上之建築工程 B單垮及多垮橋樑之橋墩垮距分別為75公尺及50公尺橋樑C壓氣施工之工程作業D長度1000公尺或深度15公尺以上豎坑隧道E地下室開挖18公尺以上且面積達500平方公尺之工程F工程中模板支撐面積高度7公尺以上，面積達330平方公尺。